# Marabut (islam)

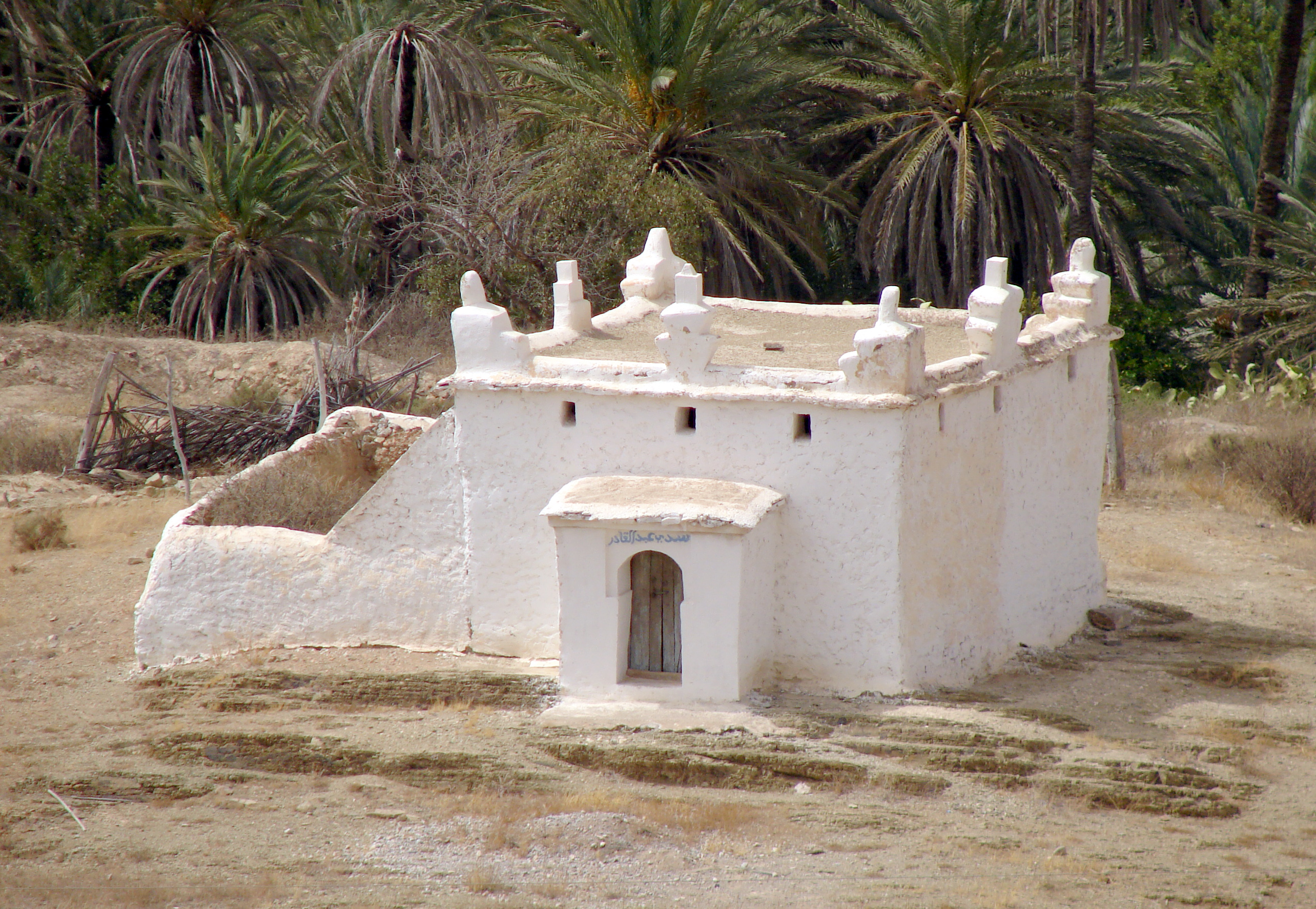
Grobowiec marabuta w południowym Maroku

Marabut (arab. مَربوط marbūṭ) lub murabit (arab. مُرابِط murābiṭ) dosł. 'ten, który przebywa w ribacie' – przywódca duchowy lub nauczyciel religii, termin charakterystyczny dla Afryki Północno-Zachodniej: Algierii, Maroka, Mauretanii, Mali, Sahary Zachodniej, Senegalu i Tunezji.
Znaczenie i funkcja marabuta zależą od nurtu islamu i lokalnych tradycji religijnych.
W sufickich tradycjach termin marabout ma podwójne znaczenie:
- odnosi się do przywódcy duchowego obdarzonego szczególną czcią przez społeczność. Często uznawany jest za świętego (arab. ولي wali), niekiedy za uzdrowiciela posiadającego nadprzyrodzoną moc.
- oznacza również grobowiec osoby świętej, stanowiący cel pielgrzymek.

Niekiedy marabutami są także kobiety i zajmują się one zazwyczaj przewidywaniem przyszłości, interpretacją snów, są także aktywne politycznie.
Islam sunnicki, który dominuje w Afryce Północno-Zachodniej, odrzuca kult świętych i pielgrzymowanie do ich grobów, jako sprzeczne z zasadami monoteizmu; traktuje je jako innowację (arab. بدعة bidʿa) i bałwochwalstwo (arab. شِرْك szirk). 
W tradycyjnych wspólnotach sunnickich murabit to osoba uczona w islamie nauczyciel religii, który uczy recytacji Koranu, a także zasad islamu oraz nauk płynących z hadisów. Murabit często pełni również funkcję imama, a jeśli zna na pamięć Koran, może być dodatkowo nazywany hafizem.